# Marius Lundemo
Marius Lundemo, född 11 april 1994, är en norsk fotbollsspelare som spelar för Lillestrøm.

## Karriär
Den 20 december 2016 värvades Lundemo av Rosenborg, där han skrev på ett 3,5-årskontrakt.
I juli 2022 blev Lundemo klar för en återkomst i Lillestrøm, där han skrev på ett 1,5-årskontrakt. I mars 2024 förlängde Lundemo sitt kontrakt med ett år.